# 27899 Letterman
27899 Letterman (tên chỉ định: 1996 QF) là một tiểu hành tinh vành đai chính. Nó được phát hiện bởi Dennis di Cicco ở Sudbury, Massachusetts, ngày 18 tháng 8 năm 1996. Nó được đặt theo tên David Letterman, an American television host và comedian.